# Osservatorio di Amburgo
L'Osservatorio di Amburgo (in tedesco: Hamburger Sternwarte) è un osservatorio astronomico che si trova a Bergedorf, sobborgo di Amburgo, ed appartiene all'Università di Amburgo.

## Storia

### Sede di Stintfang (1802–1811)
Il precursore dell'Osservatorio di Amburgo è stato l'osservatorio privato di Johann Georg Repsold, costruito nel 1802 nel quartiere di Stintfang ad Amburgo. Iniziò nel 1803 con uno strumento dei passaggi costruito dallo stesso Repsold nel 1808.
Tuttavia, questo primo osservatorio fu distrutto nel 1811 durante le guerre napoleoniche. Perciò Repsold, Reinke, e J.C. von Hess proposero al Senato cittadino di costruire un osservatorio astronomico.

### Sede di Millerntor (1825–1906)
Il finanziamento del nuovo osservatorio fu approvato nel 1821, a condizione che Repsold ne costruisse gli strumenti. L'edificio fu costruito nel 1825 vicino alla Millerntor. Tuttavia nel 1830 Repsold morì mentre stava spegnendo un incendio (era infatti anche un pompiere) e il senato deliberò di continuare lo stesso i lavori. ne divenne primo direttore Carl Ludwig Christian Rümker. Christian August Friedrich Peters ne divenne assistente nel 1834. Nel 1856 il figlio di Rümker, Georg, divenne direttore dell'osservatorio.
Nel 1876 fu installato il telescopio Äquatorial, un rifrattore da a 27 cm, che fu successivamente spostato a Bergedorf.
Dopo il trasferimento a Bergedorf la sede fu parzialmente demolita e ristrutturata nel Museo della storia di Amburgo.

### Sede di Bergedorf (1912–oggi)

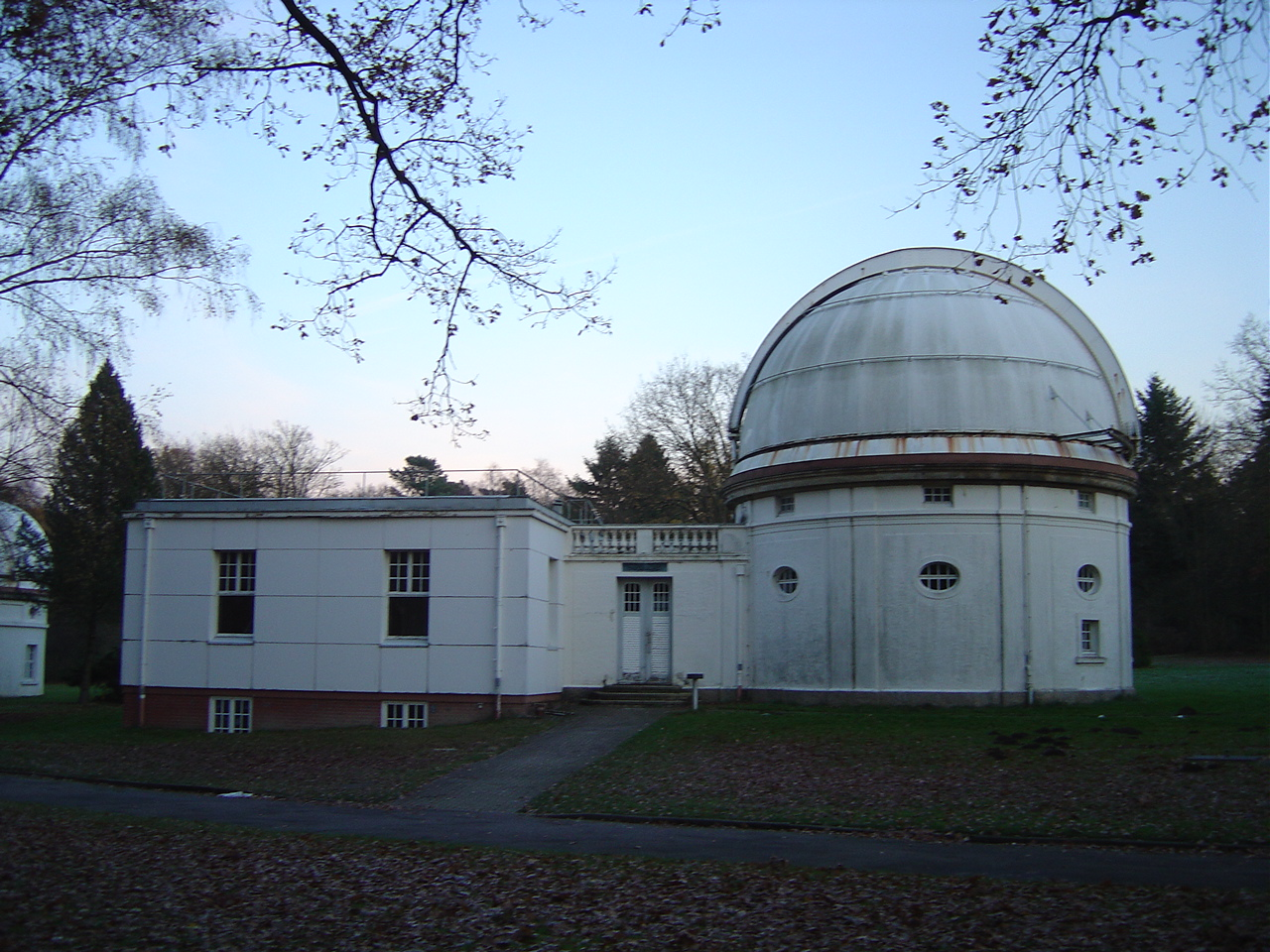
La cupola dello Spiegelteleskopa Bergedorf

A causa dell'aumento dell'inquinamento luminoso, nel 1906 si decise di trasferire l'osservatorio a Bergedorf: nel 1909 furono spostati i primi strumenti e nel 1912 il nuovo osservatorio fu ufficialmente inaugurato.
Lo Spiegelteleskop (telescopio riflettore) di 1m era il quarto più grande telescopio riflettore del mondo quando entrò in servizio nel 1911. Fra le opere redatte a Bergedorf c'è il AGK3-Sternkatalog (catalogo stellare redatto fra il 1956 e il 1964)
L'Osservatorio europeo australe (ESO) fu fondato a Bergedorf nel 1962.
Nel 1968 l'osservatorio fu ceduto dalla città all'Università di Amburgo. Nel 1979 è stato inaugurato un piccolo museo in onore di Bernard Schmidt. Nel 2012 sono stati celebrati i cento anni della sede di Bergedorf.

## Sedi e telescopi
L'Osservatorio di Amburgo gestisce telescopi a Bergedorf e nelle due sedi precedenti ad Amburgo, nonché in altri osservatori in altri paesi, ed ha anche collaborato a missioni spaziali.

### Telescopi ad Amburgo[9]
- Il Große Refraktor, un grande telescopio rifrattore con l'obiettivo di 60 cm e lunghezza focale di 9 m. Costruito da Repsold, con ottica di Steinheil.
- L'Äquatorial, un telescopio rifrattore con apertura di 26 cm. Costruito negli anni Settanta dell'Ottocento e trasferito a Bergedorf.
- Il Meridiankreis, uno strumento dei passaggi fabbricato nel 1907 da "A. Repsold & Söhne".
- Il Lippert-teleskop, costituito da tre astrografi rifrattori, costruito dalla Carl Zeiss e finanziato da Eduard Lippert.
- Lo 1m Spiegelteleskop, il telescopio rifrattore da 1 metro costruito nel 1911 dalla Carl Zeiss: è stato il più grande telescopio tedesco fra il 1911 e il 1920.
- Un astrografo con obiettivo da 8,5 cm e lunghezza focale di 2,06 m, fabbricato nel 1924[2].
- Lo Schmidtspiegel, il primo telescopio con camera di Schmidt, costruito da Bernhard Schmidt e ora parte dello Schmidt Museum.
- Un grande telescopio Schmidt terminato nel 1954 e poi trasferito nel 1976 nell'Osservatorio di Calar Alto, insieme all' Oskar-Lühning.
- Lo Zonenastrograph, finanziato dalla Deutsche Forschungsgemeinschaft (DFG) nel 1973, ha un'apertura del diametro di 23 cm e una lunghezza focale di 205,3 cm. Fu costruito dalla Carl Zeiss Oberkochen.
- Il Salvador-Spiegel, un riflettore Cassegrain con una lunghezza focale di 8 m e uno specchio di 40 cm.
- L' Oskar-Lühning Teleskop, un Ritchey-Chrétien con un diametro di apertura di 1,20 m e una lunghezza focale di 15,60m dal fuoco Cassegrain. Costruito nel 1975 e ristrutturato come telescopio robotico nel 2001.
- L'Hamburg Robotic Telescope (HRT) è stato costruito dalla Halfmann Teleskoptechnik, collaudato nel 2002, è in funzione dal 2005.

### Telescopi all'estero
- Nel 1968 è stato installato dall'Osservatorio di Amburgo presso l'Osservatorio Stephanion in Grecia un telescopio riflettore da 38 cm[10].
- Il telescopio Schmidt trasferito a Calar Alto nel 1976. Svolge alcune attività con dati provenienti dal radiotelescopio di Effelsberg.
- Il telescopio HRT nel marzo 2013 è stato installato a Guanajuato, in Messico, presso l'Osservatorio LaLuz della locale università. Attualmente opera sotto il nuovo nome di TIGRE. I costi e i tempi di osservazione sono divisi in base a un accordo trilaterale fra le università di Liegi, Guanajuato e Amburgo, che si assume i maggiori oneri.

## Astronomi
Fra i direttori dell'Osservatorio ci sono stati Richard Schorr (1900–1941) e Otto Heckmann (1941–1968) che nel 1962 divenne il primo direttore dell'Osservatorio europeo australe.
Bernhard Schmidt, l'inventore della camera di Schmidt lavorò all'Osservatorio a partire dal 1916, sia effettuando osservazioni, sia fabbricando telescopi e altri strumenti. Walter Baade riuscì a ottenere dal Senato di Amburgo nel 1937 che venisse installata una camera di Schmidt: essa fu effettivamente completata solo nel 1954, dopo che i lavori erano ripartiti nel 1951, essendo stati interrotti a causa della seconda Guerra mondiale.

## Note

Gli edifici di Bergedorf